# DevIL
Developer's Image Library of DevIL (oorspronkelijk OpenIL, de naam is veranderd op verzoek van Silicon Graphics, Inc) is een multiplatform-bibliotheek waarmee afbeeldingen gelezen en geschreven kunnen worden. Het streeft ernaar om een API te zijn voor allerlei bestandsformaten. De ontwikkeling van de bibliotheek is begonnen door Denton Woods. De bibliotheek is beschikbaar onder de LGPL.

## Overzicht
DevIL bestaat uit drie delen: de kern van de bibliotheek (IL), een bibliotheek met ondersteunende functies (een utility library, ILU) en een utility toolkit (ILUT), vergelijkbaar met de delen van OpenGL (ook al is de OpenGL Utility Toolkit niet deel van de specificatie van OpenGL).
DevIL ondersteunt momenteel de volgende bestandsformaten om in te lezen:
en de volgende om te schrijven:
De daadwerkelijke ondersteuning hangt ook af van de instellingen van de compiler en externe bibliotheken, zoals libjpeg en libpng.